# Tingo María
Tingo María est la capitale de la province de Leoncio Prado au Pérou, dans la région de Huánuco.
La population était de 50 414 habitants en 2007.